# Grunchia
Grunchia är ett släkte av insekter. Grunchia ingår i familjen dvärgstritar.
Kladogram enligt Catalogue of Life:
| Grunchia | \| \| Grunchia adnexa \| \| \| \| \| \| Grunchia dolosa \| \| \| \| \| \| Grunchia grossus \| \| \| \| \| \| Grunchia krameri \| \| \| \| \| \| Grunchia pilusa \| \| \| \| |
|          | \| \| Grunchia adnexa \| \| \| \| \| \| Grunchia dolosa \| \| \| \| \| \| Grunchia grossus \| \| \| \| \| \| Grunchia krameri \| \| \| \| \| \| Grunchia pilusa \| \| \| \| |
|          | Grunchia adnexa |
|          | |
|          | Grunchia dolosa |
|          | |
|          | Grunchia grossus |
|          | |
|          | Grunchia krameri |
|          | |
|          | Grunchia pilusa |
|          | |